# Bloqueio de pensamento
O bloqueio de pensamento é um tipo de transtorno da velocidade de pensamento caracterizada pela interrupção brusca da ideia em curso bloqueando o fluxo do pensamento, retomando ou não a ideia posteriormente. 
Normalmente o bloqueio sugere uma intenção interior de interromper a ideia que supera por alguns instantes a de concluí-la. Estes bloqueios podem ser encontrados na vida psíquica normal. Nos estados patológicos, as forças interiores (complexos, delírios, paixões) produzem boas razões para os bloqueios. Nesses casos, havendo uma interrupção da ideia em curso haverá, consequentemente, uma interrupção do discurso.

## Doenças
Na esquizofrenia observa-se com freqüência o aparecimento inesperado do bloqueio de pensamento. O doente começa a expor um assunto qualquer e, subitamente, se detém. As vezes, depois de alguns instantes, volta a completar o pensamento interrompido, outras vezes, inicia um ciclo de pensamento completamente diferente.